# Liste der Baudenkmäler in Miesbach
Auf dieser Seite sind die Baudenkmäler in der oberbayerischen Stadt Miesbach zusammengestellt. Diese Tabelle ist eine Teilliste der Liste der Baudenkmäler in Bayern. Grundlage ist die Bayerische Denkmalliste, die auf Basis des Bayerischen Denkmalschutzgesetzes vom 1. Oktober 1973 erstmals erstellt wurde und seither durch das Bayerische Landesamt für Denkmalpflege geführt wird. Die folgenden Angaben ersetzen nicht die rechtsverbindliche Auskunft der Denkmalschutzbehörde.

## Ensembles

### Ensemble Ortskern Miesbach

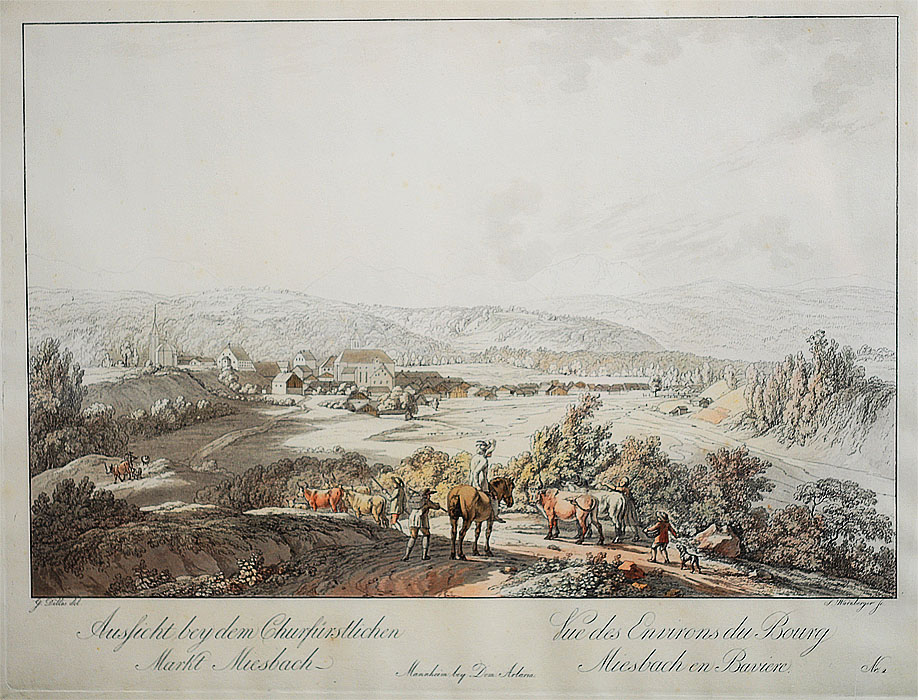
Aussicht bey dem Churfürstlichen Markt Miesbach, um 1805

Das Ensemble umfasst den Kernbereich, der im 11. Jahrhundert urkundlich genannten Siedlung, die sich im Spätmittelalter zu einem ländlichen Marktort des voralpinen Oberlandes und zum Herrschaftsmittelpunkt der 1734 erloschenen Freien Reichsgrafschaft Hohenwaldeck entwickelte und 1918 zur Stadt erhoben wurde.
Die Siedlung entfaltete sich wohl zunächst am Stadtplatz, ehemals Oberer Markt genannt, einem nach Westen abfallenden Plateau direkt unter dem ältesten Miesbacher Burgberg, dessen Wehranlage 1312 von den Herren von Waldeck zerstört wurde. Diesen Platz durchlief wohl auch bereits die Salzstraße von Rosenheim nach Tölz, die beim Eintritt in den Ort die Burganlage passierte und dann westlich weiter gegen den Talgrund und den Schlierachübergang herabführte, wo sich bis 1819 der Salzstadel befand. In Ost-West-Richtung floss das Gewässer des Miesbachs bis 1824 in offenem Lauf über den Platz, um dann nördlich durch die Ledererstraße gegen die Schlierach abzufließen. Im Spätmittelalter dürfte sich die Grundrissbildung des Stadtplatzes, in den von Süden her auch die Straße von Schliersee, einem weiteren Herrschaftszentrum der Waldecker Herren, einlief, abgeschlossen haben. 1926 wurde die Platzfläche begradigt.
Die historische Bebauung von Miesbach ist überwiegend unregelmäßig, locker und offen. Der historische Haustyp, meist ehemalige Handwerker-, Gast- und auch Bauernhäuser, folgt dem Typus der bäuerlichen Umgebung, zweigeschossig, mit weit vorkragendem Flachsatteldach, jedoch ohne Laube, allenfalls mit Hochlaube. Im Zuge des Wiederaufbaus nach dem großen Ortsbrand 1783 sind in größerer Zahl gleichartige verputzte Flachsatteldach-Bauten entstanden. Bis in die 1950er Jahre erfolgten Überarbeitungen in Formen des Heimatstils. Eine Reihe von Häusern wurde jedoch in der Vor dem großen Brand lag das städtebauliche Schwergewicht eindeutig am ehemals Oberen Markt, der von dem im 17. Jahrhundert nördlich des ältesten Burgplatzes neu erbauten Schloss überragt wurde, und in dessen Platzbild die barocken herrschaftlichen Bauten des sogenannten Anwartshauses und des Kurfürstlichen Bräuhauses dominierten. Gegen das Schloss und die von Osten in den Platz einmündende Rosenheimer Salzstraße war der ehemals Obere Markt bis 1874 durch einen Torbogen abgeschlossen. Seit 1783 ist der Nachfolgerbau des Bräuhauses, der stattliche Walmdach-Eckbau des Waitzingerbräus, der beherrschende Bau. Die übrigen Gebäude sind meist ehemalige, in Zusammenhang mit dem Marktverkehr, dem Salztransport und der einst blühenden Miesbacher Marienwallfahrt entstandene, z. T. dreigeschossige Gasthöfe, zwischen denen seit etwa 1875 auch Geschäftshäuser städtischen Zuschnitts mit barockisierenden Fassaden entstanden.
Der Michaelsbrunnen von 1905 und die Lindenbepflanzung setzten einen für die Prinzregentenzeit charakteristischen Akzent in das Platzbild. Der Bereich des ehemals Unteren Marktes, heute Marktplatz, weist giebelständige Bebauung, in dem südlich anschließenden Marktwinkl lockere, z. T. gestaffelte Bauweise mit verschieden gerichteter Giebelstellung auf. Sein nördlicher Teil, der kleine intime Marienplatz, ist in nachmittelalterlicher Zeit durch die eingestreute Bebauung an der Fraunhoferstraße, im Heimbucher- und Mannhartswinkl, vom Hauptteil abgetrennt worden.
Der historische Haustyp dominiert noch in diesem Bereich; es handelt sich um frühere Bauernanwesen und Häuser der ehemals bedeutenden Miesbacher Zunfthandwerker – Schmiede, Hutmacher, Säckler, Schäffler u. a. – sowie um Wohnhäuser der Bergleute. An der westlichen Grenze des Ensembles treten auch Geschäftshäuser der Jahrhundertwende auf und aus neuester Zeit das Ortsbild leider nur ungenügend berücksichtigende Kaufhäuser.
Lebzelterberg, Kirchgasse und Pfarrgasse stellen als kurze abschüssige Gassen die direkte Verbindung zwischen den beiden Märkten her; sie haben ihren historischen Charakter weitgehend bewahren können. Die wichtigste Verbindung zwischen oberer und unterer Stadt ist die in weitem Bogen nach Norden ausgreifende Ledererstraße, die dem Wasserlauf des Miesbachs folgt; hier hatten sich bis in jüngste Zeit die Lederer niedergelassen, die wichtigste Miesbacher Handwerkergruppe. Die ehemals sehr enge Straße, die sich in der Frühlingstraße fortsetzt, besaß mit ihren Gerberwerkstätten und den typischen Lauben der Gerberhäuser bis zur Mitte des 20. Jahrhunderts ein malerisches Gepränge. Der frühere Charakter als Handwerkerviertel wird noch durch das Gerberhaus Ledererstraße 6 besonders deutlich. Beherrscht wird dieser Bereich vom frühklassizistischen, über dem erhöht liegenden Friedhof aufragenden Bau der Stadtpfarrkirche. Zum Ensemble gehört in der Umgebung des Stadtplatzes die historische Bebauung eines Teils der Schmiedgasse, der Schlierseer Straße und des Salzweges; hier stellt das unmittelbar angrenzende Hochhaus Salzweg 4 leider eine empfindliche Störung dar.
Von wesentlicher Bedeutung für das historische Ortsbild ist die Dächerlandschaft, die nur für das bäuerliche und überwiegend auch für das Handwerkerhaus das flache vorkragende Satteldach kennt, während sich Amtsgebäude und ähnliche Bauten durchweg durch Steildächer, z. T. in abgewalmter Form, auszeichnen (vgl. Kirchgasse 6, Kolpingstraße 4, Tölzer Straße 1; vor seiner Umgestaltung auch der Pfarrhof, Pfarrgasse 4). erdgeschossiger barockisierender Mansarddachbau mit Altane, Atelierfenster und Eingangsportikus, um 1910.
Aktennummer: E-1-82-125-1

## Baudenkmäler nach Ortsteilen

### Miesbach
| Lage                                        | Objekt                                                                                         | Beschreibung | Akten-Nr.      | Bild                                                         |
| ------------------------------------------- | ---------------------------------------------------------------------------------------------- | --- | -------------- | ------------------------------------------------------------ |
| Bayrischzeller Straße 11 (Standort)         | Atelierhaus                                                                                    | Wohn- und Atelierhaus des Malers Richard Schaupp. Erdgeschossiger barockisierender Mansarddachbau mit Altane, Atelierfenster und Eingangsportikus, um 1910 | D-1-82-125-2   | weitere Bilder                                               |
| Frauenschulstraße 1 (Standort)              | Ehemaliges Direktionsgebäude der Oberbayerischen Bergbau AG                                    | Repräsentativer dreigeschossiger unverputzter Backsteinbau mit Hausteingliederungen im Stil der Neurenaissance, mit reich gestalteten hölzernen Balkons im Schweizerhausstil, um 1875; mit Parkanlage; jetzt Staatliches Berufsbildungszentrum                                                                                | D-1-82-125-7   | weitere Bilder                                               |
| Fraunhoferstraße 2 (Standort)               | Wohn- und Geschäftshaus (Südteil des Gebäudes)                                                 | Putzbau mit Flachsatteldach und Baluster-Hochlaube, erbaut 1783, umgebaut 1952 und 1986/87 | D-1-82-125-3   | Wohn- und Geschäftshaus (Südteil des Gebäudes)               |
| Fraunhoferstraße 7 (Standort)               | Ehemaliges Handwerkerhaus                                                                      | zweigeschossiger Putzbau mit Flachsatteldach und Hochlaube, nach 1782 erbaut | D-1-82-125-5   | Ehemaliges Handwerkerhaus                                    |
| Frühlingstraße 21 (Standort)                | Saalbau der Konditorei Kern                                                                    | Putzbau mit Flachsatteldach über Blockbau-Kniestock, Details im Stil der 20er-Jahre, großes Giebel-Wandgemälde von Heinrich Bickel, 1936 | D-1-82-125-9   | Saalbau der Konditorei Kern                                  |
| Kirchgasse 2 (Standort)                     | Katholische Stadtpfarrkirche Sankt Mariä Himmelfahrt                                           | Saalbau über Wandpfeilern, nach dem Brand 1783 von Johann Baumgartner 1783/85 unter Einbezug des gotischen Chors und des Turmes von 1713 neu errichtet; mit Ausstattung | D-1-82-125-12  | weitere Bilder                                               |
| Kirchgasse 4 (Standort)                     | Ehemalige Hutmacherei, jetzt Wohn- und Geschäftshaus (Südteil)                                 | zweigeschossiger Putzbau mit Flachsatteldach, nach 1783 erbaut, Bildmedaillon im Giebel von Richard Schaupp, Ladeneinbau im Erdgeschoss Ende 19. Jahrhundert | D-1-82-125-13  | weitere Bilder                                               |
| Kirchgasse 6 (Standort)                     | Ehemaliges Schulhaus, jetzt Wohnhaus                                                           | zweigeschossiger Putzbau mit Krüppelwalmdach und kleinem Dreieckserker am Westgiebel, wohl Ende 18. Jahrhundert erbaut. | D-1-82-125-14  | Ehemaliges Schulhaus, jetzt Wohnhaus                         |
| Kirchgasse 8 (Standort)                     | Ehemaliges Wohn- und Handwerkerhaus                                                            | breitgelagerter verputzter Giebelbau mit Flachsatteldach und Hochlaube, erbaut nach 1783, um 1937, Wandmalerei im Giebel von Ludwig Sieckmayer 1937. Wohnteil mit reichen barockisierenden Putzgliederungen und Flachsatteldach, nach 1782 erbaut, Wirtschaftsteil 1981 ausgebaut                                             | D-1-82-125-15  | weitere Bilder                                               |
| Kolpingstraße 1 (Standort)                  | Ehemaliges Handwerkerhaus                                                                      | Wohnteil mit reichen barockisierenden Putzgliederungen und Flachsatteldach, nach 1782 erbaut (Wirtschaftsteil 1981 ausgebaut) | D-1-82-125-16  | weitere Bilder                                               |
| Kolpingstraße 4 (Standort)                  | Ehemalige Fronveste, von 1862 bis 1901 königlich bayerisches Amtsgericht                       | zweigeschossiger Putzbau mit Krüppelwalmdach über hohem Kellergeschoss, ehemals Gefängniskeller, 17./18. Jahrhundert | D-1-82-125-18  | weitere Bilder                                               |
| Lebzelterberg 1 (Standort)                  | Gottvater-Hausfigur                                                                            | Spätrokoko, 2. Hälfte 18. Jahrhundert; im Giebel des Hauses | D-1-82-125-19  | weitere Bilder                                               |
| Lebzelterberg 2 (Standort)                  | Wohn- und Geschäftshaus                                                                        | zweigeschossiger Putzbau mit Kniestock, Fassadengliederung und Flachsatteldach, nach 1783 erbaut, Wandfresko von Richard Schaupp um 1935 | D-1-82-125-20  | Wohn- und Geschäftshaus                                      |
| Lebzelterberg 3 (Standort)                  | Ehemalige Lebzelterei                                                                          | zweigeschossiger Putzbau mit hohem Sockelgeschoss und Flachsatteldach, über reich profilierten Balkenköpfen, nach 1783 über älterer baulicher Grundlage errichtet | D-1-82-125-21  | weitere Bilder                                               |
| Ledererstraße 1, 3 (Standort)               | Wohn- und Geschäftshaus                                                                        | zweigeschossiger Putzbau mit Flachsatteldach, nach 1783 erbaut, um 1910 Umgestaltung der Fassade im Sinne des Jugendstils; Torbogen bezeichnet 1832 und 1949 | D-1-82-125-22  | weitere Bilder                                               |
| Ledererstraße 6 (Standort)                  | Ehemalige Gerberwerkstatt                                                                      | verbretterter hölzerner Ständeraufbau mit steilem Satteldach und Hochlaube (Gerberlaube), auf massivem zweigeschossigem Unterbau, Ende 18. Jahrhundert | D-1-82-125-23  | Ehemalige Gerberwerkstatt                                    |
| Marktplatz 1 (Standort)                     | Ehemalige Hutmacherei Kohlndorfer, jetzt Wohn- und Geschäftshaus                               | breitgelagerter Giebelbau mit Flachsatteldach, nach 1783 errichtet, geschnitzte Haustür um 1850/60 | D-1-82-125-26  | weitere Bilder                                               |
| Marktplatz 16, Rathausstraße 7 a (Standort) | Ehemaliges Handwerkerhaus, jetzt Wohn- und Geschäftshaus                                       | zweigeschossiger Putzbau mit Flachsatteldach und Hochlaube, nach 1783 erbaut. Flachsatteldach, nach 1783 erbaut | D-1-82-125-28  | weitere Bilder                                               |
| Marktplatz 18 (Standort)                    | Ehemaliges Handwerkerhaus                                                                      | zweigeschossiger Putzbau mit vorstehendem Flachsatteldach, nach 1783 erbaut | D-1-82-125-29  | weitere Bilder                                               |
| Marktplatz 19 (Standort)                    | Ehemaliges Gasthaus Baderwirt, jetzt Wohn- und Geschäftshaus                                   | zweigeschossiger Putzbau mit Flachsatteldach, nach 1783 erbaut, umgestaltet Mitte 19. Jahrhundert | D-1-82-125-30  | Ehemaliges Gasthaus Baderwirt, jetzt Wohn- und Geschäftshaus |
| Marktwinkl 4 (Standort)                     | Kleinhaus                                                                                      | zweigeschossiger verputzter Bau mit Flachsatteldach, Laube und verbretterter Hochlaube, nach 1783 erbaut | D-1-82-125-32  | Kleinhaus                                                    |
| Marktwinkl 9 (Standort)                     | Wohn- und Geschäftshaus                                                                        | zweigeschossiger freistehender Putzbau mit Flachsatteldach über Blockbau-Kniestock und Baluster-Hochlaube, nach 1783 erbaut | D-1-82-125-33  | weitere Bilder                                               |
| Marktwinkl 10 (Standort)                    | Wohn- und Gasthaus Zum Himmisepp                                                               | zweigeschossiger Bau mit Flachsatteldach, Blockbau-Oberstock, Balusterlauben und Hausfigur, 2. Viertel 18. Jahrhundert | D-1-82-125-34  | weitere Bilder                                               |
| Münchner Straße 1 (Standort)                | Ehemaliges Maxlrainsches, seit 1734 kurfürstliches Schloss und Pfleghaus, jetzt Vermessungsamt | zweigeschossiger Satteldachbau mit Archivanbau (1759), 1611 errichtet, um 1745 (Abbruch der Türme) und im 19. Jahrhundert (Dach) vereinfacht | D-1-82-125-36  | weitere Bilder                                               |
| Münchner Straße 7 (Standort)                | Ehemaliges Kloster der Armen Schulschwestern                                                   | Dreigeschossiges, L-förmiges Klostergebäude mit Satteldach und zweigeschossiger Anbau für Wirtschafts- und Klassenräume mit Walmdach, um 1865, Vorgängerbau des 18. Jahrhunderts integriert; Dreigeschossiges Schulhaus mit Schopfwalmdach, in historistischen Formen, bezeichnet 1891; Einfriedungsmauer zur Münchner Straße | D-1-82-125-132 | weitere Bilder                                               |
| Pfarrgasse 1 (Standort)                     | Wohnhaus                                                                                       | kleiner verputzter Bau mit Flachsatteldach und Hochlaube am Westgiebel, 1782 erbaut | D-1-82-125-37  | weitere Bilder                                               |
| Pfarrgasse 4 (Standort)                     | Pfarrhaus                                                                                      | eingeschossiger Putzbau mit Kniestock und Flachsatteldach, 1790 erbaut, Dach um Mitte 19. Jahrhundert | D-1-82-125-38  | weitere Bilder                                               |
| Rathausplatz 1 (Standort)                   | Rathaus                                                                                        | dreigeschossiger Neurenaissancebau mit Giebelrisalit an der nördlichen Eingangsseite und Walmdach, durch Baumeister Johann Baptist Bernlochner 1878/79 | D-1-82-125-39  | weitere Bilder                                               |
| Rathausstraße 12 (Standort)                 | Apostelkirche, Evangelisch-Lutherische Pfarrkirche                                             | Saalkirche mit offener Holzdecke, erbaut in modern-historisierenden Formen, 1908/11; mit Ausstattung; mit Einfriedungsmauer | D-1-82-125-41  | weitere Bilder                                               |
| Rosenheimer Straße 1, 3 (Standort)          | Landratsamt Miesbach                                                                           | zweigeschossige Walmdachbauten, durch erdgeschossigen Zwischenbau miteinander verbunden, in modern-historisierenden Formen als Bezirksamt nach Plänen von Lorenz Grün 1914 erbaut, 1977 nach Osten erweitert | D-1-82-125-42  | weitere Bilder                                               |
| Rosenheimer Straße 2 (Standort)             | Ehemaliges Anwartshaus, sogenannter Haindl-Keller                                              | mit ausgedehnten Tonnengewölben des 16./17. Jahrhunderts, überbaut mit einem Wohngeschoss unter einem Mansardwalmdach in historisierenden Formen, nach Plänen von Karl Wegele, 1923 | D-1-82-125-43  | weitere Bilder                                               |
| Rosenheimer Straße 8 (Standort)             | Villa                                                                                          | zweigeschossiger verputzter Massivbau über hohem Sockelgeschoss mit Walmdach in neubarocken Formen, Vorzeichen, polygonalem Erker und Balkon, 1899 | D-1-82-125-181 | Villa                                                        |
| Rosenheimer Straße 14 (Standort)            | Villa, sogenannte Villa Kammerer                                                               | zweigeschossiger Bau im Stil der Maximilianszeit, asymmetrisch mit Giebelrisalit im Ostteil und eingestelltem Belvedereturm im Westteil, von L. Renner, 1863 | D-1-82-125-44  | weitere Bilder                                               |
| Rosenheimer Straße 16, 18 (Standort)        | Ehemalige königlich bayerisches Bezirksgericht, jetzt Amtsgericht Miesbach                     | dreigeschossiger gegliederter Putzbau in barockisierenden Formen, mit Mansarddach, Westteil der Fassade leicht vorgezogen, 1901; Nebengebäude, ehemals mit Gefängnis, zweigeschossiger Mansardwalmdachbau mit Eingangsrisalit, erbaut in barockisierenden Formen, wohl 1901                                                   | D-1-82-125-45  | weitere Bilder                                               |
| Salzweg 1 (Standort)                        | Fresko mit kindlicher Jesus-Darstellung                                                        | in gemaltem Empirerahmen, nach 1783; am Giebel des Hauses | D-1-82-125-48  | weitere Bilder                                               |
| Schlierseer Straße 16 (Standort)            | Ehemaliger Bierkeller, sogenannter Waitzingerkeller                                            | seit 1997 Kulturzentrum, gewölbte Bierkellerhallen, darüber Gastwirtschaftsräume mit übertünchten Wandmalereien von Alois Dirnberger, erbaut 1877, Saalbau mit Bühne und Galerien an den Längsseiten 1905 aufgestockt | D-1-82-125-47  | weitere Bilder                                               |
| Schlierseer Straße 32 (Standort)            | Turnhalle                                                                                      | mit zweigeschossigem Kopfbau, in neubarocken und alpenländischen Formen, erbaut 1906. Flachsatteldach und Hochlaube, am Westteil Salettl-Anbau, im Landhausstil, um 1860/70 | D-1-82-125-130 | weitere Bilder                                               |
| Schmiedgasse 6 (Standort)                   | Ehemaliges Direktorenwohnhaus                                                                  | zweigeschossiger Putzbau mit Kniestock, Flachsatteldach und Hochlaube, am Westteil Salettl-Anbau, erbaut im Landhausstil um 1860/70 | D-1-82-125-51  | Ehemaliges Direktorenwohnhaus                                |
| Schulberg 6 (Standort)                      | Katholische Kirche Sankt Franziskus (Portiunkulakirche)                                        | achteckiger Zentralbau mit beigestelltem Ostturm, 1659, westlicher Anbau 1901 | D-1-82-125-53  | weitere Bilder                                               |
| Stadtplatz (Standort)                       | Stadtplatzbrunnen                                                                              | Schalenbrunnen mit Figur des Hl. Michael, von Bernhard Bleeker 1905 | D-1-82-125-65  | weitere Bilder                                               |
| Stadtplatz 1 (Standort)                     | Ehemals Apotheke                                                                               | zwischen 1722 und 1804 Priesterhaus, als dreigeschossiges Giebelhaus nach dem Brand 1783 neu erbaut, drittes Obergeschoss mit Schopfwalmdach und Balusterbalkons, 1905 | D-1-82-125-54  | weitere Bilder                                               |
| Stadtplatz 8 (Standort)                     | Gasthaus Wendelstein                                                                           | dreigeschossiger gegliederter Putzbau mit mittlerem Giebelrisalit, hölzernen Balkons und weiten Dachvorständen, 1864 | D-1-82-125-58  | weitere Bilder                                               |
| Stadtplatz 9 (Standort)                     | Ehemaliges Weinhaus Beer, ehemals Gürtlerhaus                                                  | zweigeschossiger Putzbau mit Flachsatteldach, am Giebel Lüftlmalerei um 1800, am First bezeichnet 1783, 1623 erbaut als Gürtlerhaus | D-1-82-125-59  | weitere Bilder                                               |
| Stadtplatz 12 (Standort)                    | Ehemaliges Kurfürstliches Bräuhaus, ehemals Waitzingerbräu                                     | dreigeschossiger Walmdachbau mit 10 Fensterachsen zum Stadtplatz, 1783–85 erbaut | D-1-82-125-62  | weitere Bilder                                               |
| Stadtplatz 15 (Standort)                    | Ehemaliger Postgasthof Fellerwirt                                                              | bis 1861 Posthalterei, jetzt Wohn- und Geschäftshaus, dreigeschossiger achtachsiger Traufseitbau, Anfang 19. Jahrhundert, mit Kelleranlage aus dem 17. Jahrhundert | D-1-82-125-64  | weitere Bilder                                               |
| Tölzer Straße 1 (Standort)                  | Ehemaliges Salzeinnehmeramt, danach Bayer. Bergschule, zuletzt Gemeindeamt Wies                | schlichter klassizistischer Amtsbau, zweigeschossig, mit Zeltdach 1811/13 erbaut | D-1-82-125-66  | weitere Bilder                                               |
| Tölzer Straße 6 (Standort)                  | Heiligenfigur                                                                                  | gefasste Schnitzfigur des Hl. Johann Nepomuk, spätbarock, 2. Hälfte 18. Jahrhundert; an der Fassade des Hauses in einer Nische. | D-1-82-125-67  | weitere Bilder                                               |
| Tölzer Straße 29 (Standort)                 | Villa, sogenannte Villa Rothmund                                                               | malerischer zweigeschossiger Bau in historisierenden Formen, mit Erkerturm und Loggia, erbaut für August v. Rothmund, von Eugen Drollinger 1902 | D-1-82-125-68  | weitere Bilder                                               |

### Bach
| Lage               | Objekt     | Beschreibung | Akten-Nr.     | Bild       |
| ------------------ | ---------- | --- | ------------- | ---------- |
| Bach 20 (Standort) | Bauernhaus | Flachsatteldachbau mit Blockbau-Obergeschoss, Mitte 18. Jahrhundert, umlaufende Laube und Hochlaube 19. Jahrhundert | D-1-82-125-71 | Bauernhaus |

### Baumgartner
| Lage                      | Objekt                                    | Beschreibung                                                         | Akten-Nr.     | Bild |
| ------------------------- | ----------------------------------------- | -------------------------------------------------------------------- | ------------- | ---- |
| Flur Wachlehen (Standort) | Wegkapelle, sogenannte Baumgartnerkapelle | offener Satteldachbau, 19. Jahrhundert; westlich an der Bucherstraße | D-1-82-125-72 | BW   |

### Baumstingl
| Lage                     | Objekt     | Beschreibung | Akten-Nr.     | Bild       |
| ------------------------ | ---------- | --- | ------------- | ---------- |
| Baumstingl 55 (Standort) | Bauernhaus | mit Blockbau-Obergeschoss des 18. Jahrhunderts und umlaufender Laube, steiler Dachaufbau 1957, Wirtschaftsteil erneuert | D-1-82-125-73 | Bauernhaus |
| Oberlinner 60 (Standort) | Bildstock  | Tuffpfeiler mit bekrönendem Kreuz, 1. Hälfte 17. Jahrhundert; an der Wegabzweigung nach Halmer                          | D-1-82-125-74 | Bildstock  |

### Bemberg
| Lage                 | Objekt               | Beschreibung                                                                      | Akten-Nr.     | Bild |
| -------------------- | -------------------- | --------------------------------------------------------------------------------- | ------------- | ---- |
| Bemberg 6 (Standort) | Hofkapelle beim Heiß | Bau mit Satteldach und Dachreiter, Ende 18. Jahrhundert; zu Haus Nummer 6 gehörig | D-1-82-125-75 | BW   |

### Birkner
| Lage                        | Objekt      | Beschreibung | Akten-Nr.     | Bild           |
| --------------------------- | ----------- | --- | ------------- | -------------- |
| Tölzer Straße 38 (Standort) | Einfirsthof | Flachsatteldachbau mit Blockbau-Obergeschoss und umlaufender Laube, über der südlichen Laubentür bezeichnet 1720, Dach mit Hochlaube von 1876, Wirtschaftsteil 1876 | D-1-82-125-76 | weitere Bilder |

### Bucher
| Lage                 | Objekt                               | Beschreibung | Akten-Nr.     | Bild |
| -------------------- | ------------------------------------ | --- | ------------- | ---- |
| Bucher 52 (Standort) | Hofkapelle, sogenannte Bucherkapelle | kleiner Bau mit Satteldach und eingezogenem Chor, 1749 erbaut, erneuert 1860; mit Ausstattung                                                                                               | D-1-82-125-79 | BW   |
| Bucher 52 (Standort) | Einfirsthof                          | Flachsatteldachbau mit Blockbau-Obergeschoss, sowie umlaufender Laube und Hochlaube, giebelseitig Wandmalereien, südliche Laubentür bezeichnet 1775, Wirtschaftsteil, Quadermauerwerk, 1909 | D-1-82-125-78 | BW   |

### Eberl
| Lage                | Objekt                      | Beschreibung | Akten-Nr.     | Bild                        |
| ------------------- | --------------------------- | --- | ------------- | --------------------------- |
| Eberl 63 (Standort) | Wohnteil eines Bauernhauses | Putzbau mit Baluster-Hochlaube und geschnitzter Haustür, erbaut 1807, 1980 um einen Kniestock erhöht und mit umlaufender Laube versehen | D-1-82-125-80 | Wohnteil eines Bauernhauses |

### Ed
| Lage             | Objekt     | Beschreibung | Akten-Nr.     | Bild |
| ---------------- | ---------- | --- | ------------- | ---- |
| Ed 51 (Standort) | Bauernhaus | Flachsatteldachbau mit nachträglich verputztem Blockbau-Obergeschoss und dreiseitig umlaufender Laube und Hochlaube, 2. Hälfte 18. Jahrhundert, erneuert 1876 und 1979 | D-1-82-125-81 | BW   |

### Gasteig
| Lage                    | Objekt    | Beschreibung                                                                                | Akten-Nr.     | Bild      |
| ----------------------- | --------- | ------------------------------------------------------------------------------------------- | ------------- | --------- |
| Flur Gasteig (Standort) | Bildstock | Fragment eines Tuffpfeilers, 1,50 m Höhe, wohl 17. Jahrhundert; westlich von Gasteig im Tal | D-1-82-125-82 | Bildstock |

### Gieshof
| Lage                  | Objekt                             | Beschreibung                                                                  | Akten-Nr.     | Bild           |
| --------------------- | ---------------------------------- | ----------------------------------------------------------------------------- | ------------- | -------------- |
| Gieshof 39 (Standort) | Kapelle, sogenannte Gieshofkapelle | tonnengewölbter Raum, erbaut 1818, erweitert 1829, Turm 1841; mit Ausstattung | D-1-82-125-83 | weitere Bilder |

### Großthal
| Lage                  | Objekt      | Beschreibung | Akten-Nr.     | Bild |
| --------------------- | ----------- | --- | ------------- | ---- |
| Großthal 4 (Standort) | Einfirsthof | Flachsatteldachbau mit Blockbau-Obergeschoss, bezeichnet 1732, umlaufende biedermeierliche Laube Mitte 19. Jahrhundert | D-1-82-125-85 | BW   |

### Haidmühl
| Lage                   | Objekt                          | Beschreibung | Akten-Nr.     | Bild           |
| ---------------------- | ------------------------------- | --- | ------------- | -------------- |
| Haidmühl 66 (Standort) | Ehemaliges Bauernhaus und Mühle | Wohnteil mit Flachsatteldach, Blockbau-Obergeschoss und dreiseitig umlaufender Laube, Blockbau-Obergeschoss bezeichnet 1688, Wirtschaftsteil erneuert | D-1-82-125-86 | weitere Bilder |

### Halmer
| Lage                 | Objekt     | Beschreibung | Akten-Nr.     | Bild       |
| -------------------- | ---------- | --- | ------------- | ---------- |
| Halmer 54 (Standort) | Bauernhaus | Flachsatteldachbau mit Blockbau-Obergeschoss, barocke umlaufende Balusterlaube und Hochlaube, Blockbau-Obergeschoss bezeichnet 1777. | D-1-82-125-88 | Bauernhaus |

### Harzberg
| Lage                       | Objekt                              | Beschreibung                                                              | Akten-Nr.     | Bild                                |
| -------------------------- | ----------------------------------- | ------------------------------------------------------------------------- | ------------- | ----------------------------------- |
| Harzberg 10 (Standort)     | Villa, sogenanntes Harzbergschlössl | klassizistischer dreigeschossiger Walmdachbau mit Mittelrisalit, 1835     | D-1-82-125-89 | Villa, sogenanntes Harzbergschlössl |
| Kreuzfeldweg 10 (Standort) | Einfirsthof                         | zweigeschossiger Putzbau mit Flachsatteldach, Giebel- und Hochlaube, 1816 | D-1-82-125-90 | BW                                  |

### Hof
| Lage              | Objekt      | Beschreibung                                                                            | Akten-Nr.     | Bild |
| ----------------- | ----------- | --------------------------------------------------------------------------------------- | ------------- | ---- |
| Hof 74 (Standort) | Einfirsthof | Flachsatteldachbau mit Blockbau-Obergeschoss, Laube und Hochlaube, Ende 18. Jahrhundert | D-1-82-125-92 | BW   |

### Hofwies
| Lage                  | Objekt                                                               | Beschreibung | Akten-Nr.     | Bild |
| --------------------- | -------------------------------------------------------------------- | --- | ------------- | ---- |
| Hofwies 40 (Standort) | Hofkapelle Zum Gegeißelten Heiland, sogenannte Ramsenthal-Hofkapelle | Satteldachbau mit Dachreiter, erbaut von Wolfgang Eder 1799, Dachreiter wohl 1907, erneuert 1965; mit Ausstattung; zu Haus Nummer 40 gehörig | D-1-82-125-93 | BW   |

### Höger
| Lage               | Objekt                      | Beschreibung                                                                                  | Akten-Nr.     | Bild                        |
| ------------------ | --------------------------- | --------------------------------------------------------------------------------------------- | ------------- | --------------------------- |
| Höger 1 (Standort) | Wohnteil eines Bauernhauses | Flachsatteldachbau mit Blockbau-Obergeschoss, Ende 16./Anfang 17. Jahrhundert, Ausbau 1958–68 | D-1-82-125-91 | Wohnteil eines Bauernhauses |

### Hohenlehen
| Lage                       | Objekt                                      | Beschreibung | Akten-Nr.     | Bild                                        |
| -------------------------- | ------------------------------------------- | --- | ------------- | ------------------------------------------- |
| Hohenlehen 40 (Standort)   | Bauernhaus                                  | Flachsatteldachbau mit nachträglich z. T. verputztem Blockbau-Obergeschoss, dreiseitig umlaufender Laube und Giebellaube, im Kern 18. Jahrhundert, 1807 | D-1-82-125-94 | Bauernhaus                                  |
| Hohenlehen 40 a (Standort) | Hofkapelle, sogenannte Hohenlechner Kapelle | kleiner Rechteckbau mit Satteldach, 1934 auf Grundlage eines älteren Vorgängerbaus neu errichtet; mit Ausstattung                                       | D-1-82-125-95 | Hofkapelle, sogenannte Hohenlechner Kapelle |

### Kalchöd
| Lage                    | Objekt                                | Beschreibung                                        | Akten-Nr.     | Bild |
| ----------------------- | ------------------------------------- | --------------------------------------------------- | ------------- | ---- |
| Flur Kalchöd (Standort) | Denkmal, sogenanntes Vogelherddenkmal | Tuffpfeiler mit Portraitreliefs im Aufsatz, um 1890 | D-1-82-125-96 | BW   |

### Kleinthal
| Lage                     | Objekt                                      | Beschreibung                                                                                                | Akten-Nr.     | Bild           |
| ------------------------ | ------------------------------------------- | --- | ------------- | -------------- |
| Floigerweg 18 (Standort) | Bauernhaus                                  | Flachsatteldachbau mit Blockbau-Obergeschoss, dreiseitig umlaufender Laube und Giebellaube, bezeichnet 1761 | D-1-82-125-97 | weitere Bilder |
| Hilm (Standort)          | Brunnenhaus der Miesbacher Wasserversorgung | neubarocker Pavillon mit Glockendach, bezeichnet 1889 und 1912                                              | D-1-82-125-99 | weitere Bilder |

### Köpferl
| Lage                  | Objekt            | Beschreibung                                                                | Akten-Nr.      | Bild           |
| --------------------- | ----------------- | --------------------------------------------------------------------------- | -------------- | -------------- |
| Köpferl 85 (Standort) | Kapellenbildstock | gegliederter Putzbau, um 1900 auf älterer Grundlage erbaut; mit Ausstattung | D-1-82-125-100 | weitere Bilder |

### Lehen
| Lage                         | Objekt     | Beschreibung                                                                               | Akten-Nr.      | Bild |
| ---------------------------- | ---------- | ------------------------------------------------------------------------------------------ | -------------- | ---- |
| Parsberger Höhe 8 (Standort) | Bauernhaus | Flachsatteldachbau mit Blockbau-Obergeschoss, Balusterlaube und Hochlaube, bezeichnet 1792 | D-1-82-125-118 | BW   |

### Leitzach
| Lage                   | Objekt                                   | Beschreibung | Akten-Nr.      | Bild           |
| ---------------------- | ---------------------------------------- | --- | -------------- | -------------- |
| Mühlenweg 7 (Standort) | Ehemaliges Müllerwohnhaus und Bauernhaus | zweigeschossiger biedermeierlicher Putzbau mit Lünettenkniestock und Flachsatteldachbau, mit hölzernen Lauben und geschnitzten Haustüren, bezeichnet 1839 | D-1-82-125-102 | weitere Bilder |

### Lichtenau
| Lage                      | Objekt                 | Beschreibung | Akten-Nr.      | Bild |
| ------------------------- | ---------------------- | --- | -------------- | ---- |
| Kirschenhof 53 (Standort) | Ehemaliger Rinderstall | zweigeschossiger Satteldachbau, aus einem Bauernhaus des vermuteten 18. Jahrhunderts hervorgegangenes Satteldachgebäude, Stallbereich aus Mischmauerwerk mit Gewölben, Obergeschoss mit holzverschalter Tenne und Tennenhochfahrt, Mitte 19. Jahrhundert | D-1-82-125-179 | BW   |

### Loferer
| Lage                 | Objekt                    | Beschreibung | Akten-Nr.      | Bild                      |
| -------------------- | ------------------------- | --- | -------------- | ------------------------- |
| Loferer 2 (Standort) | Wohnteil des Bauernhauses | Flachsatteldachbau mit Blockbau-Obergeschoss und Balusterlaube, bezeichnet 1773, Dachaufbau mit Kniestock und Hochlaube 1974 | D-1-82-125-103 | Wohnteil des Bauernhauses |

### Oberhöger
| Lage                    | Objekt                    | Beschreibung                                                                                 | Akten-Nr.      | Bild                      |
| ----------------------- | ------------------------- | -------------------------------------------------------------------------------------------- | -------------- | ------------------------- |
| Oberhöger 33 (Standort) | Ehemaliger Getreidekasten | Blockbau-Oberstock mit zwei Kammern, 2. Hälfte 18. Jahrhundert, von Schupfen später überbaut | D-1-82-125-104 | Ehemaliger Getreidekasten |

### Oberlinner
| Lage                       | Objekt                                                | Beschreibung                                                                      | Akten-Nr.      | Bild           |
| -------------------------- | ----------------------------------------------------- | --------------------------------------------------------------------------------- | -------------- | -------------- |
| Flur Oberlinner (Standort) | Votivkapelle, sogenannte Krauthofkapelle Sankt Magnus | kleiner Satteldachbau mit Dachreiter, erbaut 1637, 1818 erneuert; mit Ausstattung | D-1-82-125-101 | weitere Bilder |

### Parsberg
| Lage                     | Objekt                                    | Beschreibung | Akten-Nr.      | Bild           |
| ------------------------ | ----------------------------------------- | --- | -------------- | -------------- |
| Laurenziweg 4 (Standort) | Wohnteil eines ehemals Bauernhauses       | Flachsatteldachbau mit Blockbau-Obergeschoss, dreiseitig umlaufender Laube und Hochlaube, bezeichnet 1756                                   | D-1-82-125-106 | weitere Bilder |
| Laurenziweg 6 (Standort) | Katholische Filialkirche Sankt Laurentius | Saalbau mit eingezogenem Chor und Nordturm, spätgotische Anlage auf romanischer Grundlage, um 1700 barockisiert, Turm 1795; mit Ausstattung | D-1-82-125-105 | weitere Bilder |
| Laurenziweg 6 (Standort) | Bildstock                                 | Tuffpfeiler, bezeichnet 1622; östlich der Kirche                                                                                            | D-1-82-125-107 | weitere Bilder |

### Potzenberg
| Lage                       | Objekt      | Beschreibung                                 | Akten-Nr.      | Bild |
| -------------------------- | ----------- | -------------------------------------------- | -------------- | ---- |
| Flur Potzenberg (Standort) | Waldkapelle | offener Bau, um 1900; südlich von Potzenberg | D-1-82-125-108 | BW   |

### Rauscher
| Lage                   | Objekt    | Beschreibung                                       | Akten-Nr.      | Bild      |
| ---------------------- | --------- | -------------------------------------------------- | -------------- | --------- |
| Flur Aigner (Standort) | Bildstock | Tuffpfeiler, Ende 17. Jahrhundert; südlich vom Hof | D-1-82-125-109 | Bildstock |

### Reisach
| Lage                    | Objekt                                                               | Beschreibung                                                            | Akten-Nr.      | Bild                                                                 |
| ----------------------- | -------------------------------------------------------------------- | ----------------------------------------------------------------------- | -------------- | -------------------------------------------------------------------- |
| Flur Reisach (Standort) | Brunnenhaus der Münchner Wasserversorgung, sogenanntes Wasserschloss | neubarocker Zentralbau mit geschweiftem Kuppeldach und Laterne, 1906–11 | D-1-82-125-110 | Brunnenhaus der Münchner Wasserversorgung, sogenanntes Wasserschloss |

### Reit
| Lage                 | Objekt    | Beschreibung                                                           | Akten-Nr.      | Bild |
| -------------------- | --------- | ---------------------------------------------------------------------- | -------------- | ---- |
| Flur Reit (Standort) | Bildstock | Tuffpfeiler, 17. Jahrhundert, am Weg von Schönberg nach Stoib, im Wald | D-1-82-125-131 | BW   |

### Schweinthal
| Lage                      | Objekt                   | Beschreibung                                                                              | Akten-Nr.      | Bild           |
| ------------------------- | ------------------------ | ----------------------------------------------------------------------------------------- | -------------- | -------------- |
| In Schweinthal (Standort) | Kriegergedächtniskapelle | Putzbau mit Steildach und offenem Vorbau, historisierend, 1922, nach Süden versetzt 1978. | D-1-82-125-111 | weitere Bilder |

### Segenhaus
| Lage                    | Objekt     | Beschreibung | Akten-Nr.      | Bild |
| ----------------------- | ---------- | --- | -------------- | ---- |
| Segenhaus 45 (Standort) | Bauernhaus | Flachsatteldachbau mit Blockbau-Obergeschoss, umlaufender Balusterlaube und Hochlaube, südliche Laubentür bezeichnet 1765 | D-1-82-125-112 | BW   |

### Siebzger
| Lage                     | Objekt    | Beschreibung                                                                   | Akten-Nr.      | Bild           |
| ------------------------ | --------- | ------------------------------------------------------------------------------ | -------------- | -------------- |
| Flur Siebzger (Standort) | Bildstock | Tuffpfeiler, bezeichnet 1821 HS; südlich vom Sachsanwesen, Thalhamer Straße 64 | D-1-82-125-114 | weitere Bilder |

### Stadlberg
| Lage                          | Objekt                                                       | Beschreibung | Akten-Nr.      | Bild                                                         |
| ----------------------------- | ------------------------------------------------------------ | --- | -------------- | ------------------------------------------------------------ |
| Stadlberg (Standort)          | Ruhebank mit Gedenksäule zur Erinnerung an Theodor von Zwehl | bezeichnet 1875; auf der Stadlberghöhe | D-1-82-125-117 | Ruhebank mit Gedenksäule zur Erinnerung an Theodor von Zwehl |
| Stadlbergstraße 19 (Standort) | Bauernhaus, jetzt Landhaus                                   | Flachsatteldachbau mit Blockbau-Obergeschoss, umlaufender Laube und Hochlaube, am Oberstock Reste barocker Bemalung, 2. Hälfte 18. Jahrhundert | D-1-82-125-116 | Bauernhaus, jetzt Landhaus                                   |
| Stadlbergstraße 32 (Standort) | Hofkapelle des Rainhofes                                     | im Kern 18. Jahrhundert, Umgestaltung als Lourdeskapelle um 1900, verändert 1953                                                               | D-1-82-125-115 | weitere Bilder                                               |

### Stoib
| Lage                | Objekt                              | Beschreibung | Akten-Nr.      | Bild           |
| ------------------- | ----------------------------------- | --- | -------------- | -------------- |
| Stoib 25 (Standort) | Einfirsthof                         | dreigeschossiger Flachsatteldachbau mit Blockbau-Obergeschoss von 1788, zweiter Blockbau-Oberstock von 1912, Wirtschaftsteil 1912                                                          | D-1-82-125-119 | weitere Bilder |
| Stoib 25 (Standort) | Getreidekasten                      | zweigeschossiger Blockbau, 16. Jahrhundert, überbaut durch Schupfen des 18. Jahrhunderts, östliche Holzblockwand im späteren 18. Jahrhundert verputzt, z. T. bemalt, mit Fenstern versehen | D-1-82-125-120 | Getreidekasten |
| Stoib 25 (Standort) | Hofkapelle, sogenannte Stoibkapelle | gemauerter Satteldachbau, 1883 erbaut, im Kern 18. Jahrhundert; mit Ausstattung | D-1-82-125-121 | weitere Bilder |

### Sulzgraben
| Lage                 | Objekt            | Beschreibung                                   | Akten-Nr.      | Bild |
| -------------------- | ----------------- | ---------------------------------------------- | -------------- | ---- |
| Flur Krug (Standort) | Kapellenbildstock | Kruzifixus mit gemaltem Kalvarienberg, um 1900 | D-1-82-125-122 | BW   |

### Thalhammer
| Lage                       | Objekt                                               | Beschreibung | Akten-Nr.      | Bild           |
| -------------------------- | ---------------------------------------------------- | --- | -------------- | -------------- |
| Flur Thalhammer (Standort) | Feldkapelle, sogenannte Hinterthalhammer-Feldkapelle | einfacher offener Bau mit Satteldach, im Kern 18. Jahrhundert; westlich in der Flur                                                                   | D-1-82-125-124 | weitere Bilder |
| Thalhammer 16 (Standort)   | Bauernhaus                                           | Flachsatteldachbau mit Blockbau-Obergeschoss, dreiseitig umlaufender Balusterlaube und Hochlaube, am First bezeichnet 1798, Wirtschaftstrakt erneuert | D-1-82-125-123 | weitere Bilder |

### Unterhöger
| Lage                     | Objekt                                       | Beschreibung                                                                                            | Akten-Nr.      | Bild |
| ------------------------ | -------------------------------------------- | --- | -------------- | ---- |
| Unterhöger 37 (Standort) | Ehemaliges Gütlerhaus, sogenanntes Birkhäusl | mit Blockbau-Oberstock, am First bezeichnet 1605 und 1807, Ausbau und Erweiterung an der Westseite 1981 | D-1-82-125-125 | BW   |

### Walch
| Lage                | Objekt                                | Beschreibung | Akten-Nr.      | Bild                                  |
| ------------------- | ------------------------------------- | --- | -------------- | ------------------------------------- |
| Walch 76 (Standort) | Ehemaliges Bauernhaus, jetzt Landhaus | Flachsatteldachbau mit Blockbau-Obergeschoss und dreiseitig umlaufender Balusterlaube, Ende 18. Jahrhundert, Dachaufbau und Hochlaube aus neuerer Zeit | D-1-82-125-126 | Ehemaliges Bauernhaus, jetzt Landhaus |
| Walch 76 (Standort) | Sühnekreuz auf Sockel                 | Tuffstein, bezeichnet 1772; ehemals im Loferer Holz, seit 1953 im Walchhof, Nordseite des Hauses                                                       | D-1-82-125-127 | BW                                    |

### Wallenburg
| Lage                                    | Objekt             | Beschreibung | Akten-Nr.      | Bild           |
| --------------------------------------- | ------------------ | --- | -------------- | -------------- |
| Wallenburg 79; Wallenburg 82 (Standort) | Schloss Wallenburg | Dreigeschossiger schlichter Putzbau mit Walmdach, um 1660/75, letzte Umgestaltung des Außenbaus 1962; Brauerei, mehrgliedriger Gebäudekomplex bestehend aus dreigeschossigem Satteldachbau mit Pultdach- und Hallenanbauten, 1884; über Kelleranlage des 17.–19. Jahrhunderts; Hühnerstall, oktogonaler Pavillon mit Pyramidendach, 1884 | D-1-82-125-128 | weitere Bilder |

### Winkl
| Lage                | Objekt     | Beschreibung | Akten-Nr.      | Bild       |
| ------------------- | ---------- | --- | -------------- | ---------- |
| Winkl 73 (Standort) | Bauernhaus | Flachsatteldachbau mit Blockbau-Obergeschoss, ehemals bezeichnet 1651, Balusterlaube 2. Hälfte 18. Jahrhundert, Hochlaube, Fenster und Haustür von 1885 | D-1-82-125-129 | Bauernhaus |

## Ehemalige Baudenkmäler
In diesem Abschnitt sind Objekte aufgeführt, die früher einmal in der Denkmalliste eingetragen waren, jetzt aber nicht mehr. Objekte, die in anderem Zusammenhang also z. B. als Teil eines Baudenkmals weiter eingetragen sind, sollen hier nicht aufgeführt werden. Aktennummern in diesem Abschnitt sind ehemalige, jetzt nicht mehr gültige Aktennummern.

| Lage                                             | Objekt                                      | Beschreibung | Akten-Nr.     | Bild                                        |
| ------------------------------------------------ | ------------------------------------------- | --- | ------------- | ------------------------------------------- |
| Miesbach Fraunhoferstraße 6 (Standort)           | Haustür                                     | Aufgedoppelte Haustür an der Ostfassade, Anfang 19. Jahrhundert                                                      |               | BW                                          |
| Miesbach Marktplatz 15 (Standort)                | Wohn- und Geschäftshaus, ehemalige Schmiede | biedermeierlicher Putzbau, um 1860                                                                                   |               | Wohn- und Geschäftshaus, ehemalige Schmiede |
| Miesbach Stadtplatz 3 (Standort)                 | Balkon                                      | Zum ehemaligen Gasthaus Goldener Hirschen gehöriger eiserner Balkon, Mitte 19. Jahrhundert                           |               | Balkon                                      |
| Miesbach Stadtplatz 5 (Standort)                 | Balkon                                      | Zugehöriger eiserner Balkon um 1900, an der Giebelfassade des Hauses                                                 |               | weitere Bilder                              |
| Miesbach Stadtplatz 10 (Standort)                | Balkon                                      | Zugehöriger eiserner Balkon, neubarock, um 1900, an der Fassade des Hauses                                           |               | BW                                          |
| Anger Anger 23 (Standort)                        | Ehemaliges Bauernhaus                       | Wohnteil mit Blockbau-Obergeschoss, bezeichnet mit dem Jahr 1673, mit umlaufender Laube                              |               | BW                                          |
| Au Schießstättstraße 17 (Standort)               | Kleines Bauernhaus                          | Wohnteil mit Blockbau-Obergeschoss, 18. Jahrhundert                                                                  |               | BW                                          |
| Brandhof (Standort)                              | Brandhofkapelle                             | Ende 19. Jahrhundert                                                                                                 |               | BW                                          |
| Gieshof Gieshof 38 (Standort)                    | Hintergieshof                               | Wohnteil mit Giebelbalkons, um 1850 (ehemals Baudenkmal?)                                                            |               | BW                                          |
| Kleinthal im Garten bei Floigerweg 18 (Standort) | Lourdeskapelle                              | In barocken Formen, um 1900                                                                                          | D-1-82-125-98 | BW                                          |
| Segenhaus Segenhaus 45 (Standort)                | Zuhaus                                      | Zweigeschossiger Blockbau, bezeichnet mit dem Jahr 1766, überfangen von verbrettertem Ständerbau mit Flachsatteldach |               | BW                                          |